# Meriem Lamri
Meriem Lamri, née en 1988, est une nageuse algérienne.

## Carrière
Elle est médaillée d'argent du 50 mètres brasse et du 100 mètres brasse ainsi que du 4 x 100 mètres quatre nages aux Championnats d'Afrique de natation 2006 à Dakar.
Aux Jeux africains de 2007 à Alger, Meriem Lamri est médaillée de bronze du 50 mètres brasse et du 100 mètres brasse ainsi que du 4 x 100 mètres quatre nages.